# Echeveria krahnii
Echeveria krahnii är en fetbladsväxtart som beskrevs av Myron William Kimnach. Echeveria krahnii ingår i släktet Echeveria och familjen fetbladsväxter. Inga underarter finns listade i Catalogue of Life.